# 이승엽
이승엽(1976년 10월 11일 (음력 8월 18일) ~ )은 전 KBO 리그 삼성 라이온즈의 내야수, 전 최강 몬스터즈 감독, 전 KBO 리그 두산 베어스의 감독이다.

## 선수 경력

### 아마추어 시절
중앙초 감독이 그의 아버지와 협상했다가 불발됐고 그는 야구를 시작할 때까지 단식하겠다고 해 그의 아버지를 설득시켜 야구를 시작했다. 투구와 타격 모두 뛰어난 자질을 보였다. 그 중에서도 특히 좌완 투수로 좀 더 이름을 알렸다. 그는 경상중학교 재학 당시 노히트 노런을 기록했고, 경북고등학교 재학 시절 1993년 청룡기 대회에서는 팀을 우승으로 이끌며 우수 투수상을 수상했다. 1994년 청소년 국가 대표로 선발된 그는 투타에서 고루 활약을 펼치며 팀을 우승으로 이끌었다.

### 한국 프로야구 시절

#### 삼성 라이온즈시절
1995년 KBO 리그 신인 드래프트를 통해 계약금 1억 3200만원, 연봉 1,000만원의 조건으로 투수로 입단하였다. 좌완 투수 유망주였으나 경북고등학교 시절 당했던 팔꿈치 부상으로 인해 입단 초기부터 투수 훈련에 애를 먹은 그는 첫 스프링 캠프에서 당시 타격코치였던 박승호로부터 1년만 타자로 뛸 것을 권유받았고, 이후 좋은 반응이 나와 1루수로 완전히 전향했다.  당시  삼성 1루수 요원 중에서는 김성래가 시범경기에서 허벅지 부상을 당해 전열에서 이탈한 데다 부상에서 회복한 1993년부터 본격적인 주전 우익수로 나선 이종두가 어깨와 허리 통증을 호소해 전년도인 1994년부터 완전히 지명타자로 바꾼 양준혁이 우익수로 포지션을 변경하는 바람에 1994년부터 포지션을 바꾼 이만수 외엔 쓸만한 1루수 자원이 없어 그가 1루수로 전향했다.
그가 타자로 전향하자 ‘좌승엽 우승관’으로 불리며 기대를 받았던 입단 동기 내야수 김승관은 상대적으로 기회가 줄어 2004년 롯데에 트레이드된 후 2007년에 방출돼 그 해를 끝으로 은퇴했다. 타자로 완전히 적응하며 프로 첫 해부터 가능성 있는 모습을 보였다. 점차 그는 거포로서의 재능을 뽐내며 붙박이 3번 타자 겸 1루수로 자리매김했지만 내야수 이동수에게 밀려 데뷔 첫 해에 신인왕 수상에는 실패했다. 프로 입단 3년차인 1997년부터 본격적으로 그의 타격이 정점을 찍기 시작하며 아시아 프로 야구 역사상 최고의 타자로 거듭났다.
- 1995년에 2할대 타율, 13홈런, 73타점을 기록해 장거리 타자로서 자질을 보였고, 이후 당시 감독이었던 백인천에게‘외다리 타법’을 전수받은 뒤 본격적인 홈런 타자로 실력을 뽐내기 시작했다.[11]
- 1997년에 장타력에 돋보여 홈런 1위(32개), 타점 1위(114개), 최다 안타 1위(170개)를 기록하며 정규 시즌 MVP와 1루수 부문 골든 글러브를 차지했다.
- 1998년에 38홈런, 102타점을 기록하여 당시 타이론 우즈와 시즌 최다 홈런 경쟁을 했으나 2위로 마감했다.
- 1999년에 홈런(54), 타점(123), 득점(128), 출루율(0.458), 장타율(0.733)을 기록하며 타격 5관왕에 올랐고, 한국 프로야구 최초로 50홈런을 넘어서는 대기록을 수립했다.
- 2002년에 현대 유니콘스의 심정수와 홈런 경쟁을 했고, 47홈런을 기록해 홈런왕을 차지했으며, 2002년 한국시리즈 6차전에서는 LG 투수 이상훈을 상대로 극적인 동점 3점 홈런을 쳐 내며 추격의 발판을 마련했고, 이는 곧 마해영의 끝내기 백투백 홈런으로 이어져 삼성 라이온즈가 창단 후 첫 한국시리즈 우승을 기록했다.
- 2003년 6월 22일 SK 투수 김원형을 상대로 솔로 홈런을 기록하여 일본의 오 사다하루(27세 3개월 11일)와 MLB 알렉스 로드리게스(27세 8개월 6일)를 제치고 세계 최연소 300호 홈런 고지(26세 10개월 4일)에 올랐다. 그리고 같은 해 10월 2일 롯데전에서 투수 이정민을 상대로 56호 홈런을 쳐내며 한국 프로야구 시즌 최다 홈런 기록이자 아시아 신기록을 세웠으나 2022년 무라카미 무네타카에 의해[12] 타이가 됐다.

### 일본 프로야구 시절

#### 지바 롯데 마린스시절

##### 2004년
FA 자격을 취득한 후 2003년 12월에 계약했으며 본인에 앞서 김재박이 1979년 1월 해당 팀(당시 롯데 오리온즈) 스카우트 제의를 받았지만 군대 문제가 걸려 무산됐다.
다. 연봉은 2억엔이었는데, 당시 팀 멤버 중 그를 제외하고 2억엔이 넘는 선수는 마무리 투수인 고바야시 마사히데밖에 없었음을 감안하면 파격적인 대우였다. 이런 파격 대우 때문에 팀 내 다른 선수들이 불만을 표시하기도 했는데, 이는 팀이 타 선수들의 대우를 전면적으로 개선하는 것으로 진정됐다. 이듬해인 3월 27일 개막전 4번 타자로 선발 출장했고 세이브의 에이스 투수였던 마쓰자카로부터 2루타를 기록했다. 하지만 좋았던 첫 시작과 달리 시즌 후 14홈런, 2할대 타율, 50타점이라는 비교적 저조한 성적을 기록했다.

##### 2005년
시범 경기에서 타율 0.100이라는 부진한 성적을 기록하며 2군으로 강등됐다. 그러나 4월 초 1군으로 복귀해 팀의 중심 타선으로 정착했다. 하지만 상대팀 선발 투수가 좌완일 때 선발 타선에서 제외되는 플래툰 시스템에 의해 기용됐다. 시즌 최종 타율은 2할대 타율이었지만 홈런 수가 팀 내에서 최다인 30개(이 기록은 지바 롯데 마린스의 현 홈 구장인 QVC 마린 필드 개장 이후 동양인으로서는 최초의 기록)로, 전년도에 비해 장타력 부분에서의 제 기량을 찾았고, 팀의 플레이오프 진입에도 공헌했다.
재팬 시리즈에서 처음 맞붙은 센트럴 리그 소속의 한신 타이거스 투수들에게 매우 강한 면모를 보였는데, 1차전에서 만난 한신 타이거스의 에이스인 이가와 게이로부터 홈런을 기록했고, 2차전에서도 에구사 히로타카로부터 홈런을 기록했다. 3차전은 스타팅 멤버에서 제외됐지만 4차전에서는 스기야마 나오히사로부터 선제 홈런을 쳐 내는 등의 맹활약을 펼치며 팀이 재팬 시리즈 챔피언에 등극하는데 크게 공헌했으며, 이마에 도시아키에게 밀려 제팬 시리즈 MVP 수상에 실패했다.
2005년 시즌 후 열린 아시아 시리즈에서 친정 팀인 삼성 라이온즈와의 경기에 각각 3번과 6번 타자로 출전했다.

#### 요미우리 자이언츠시절

##### 2006년

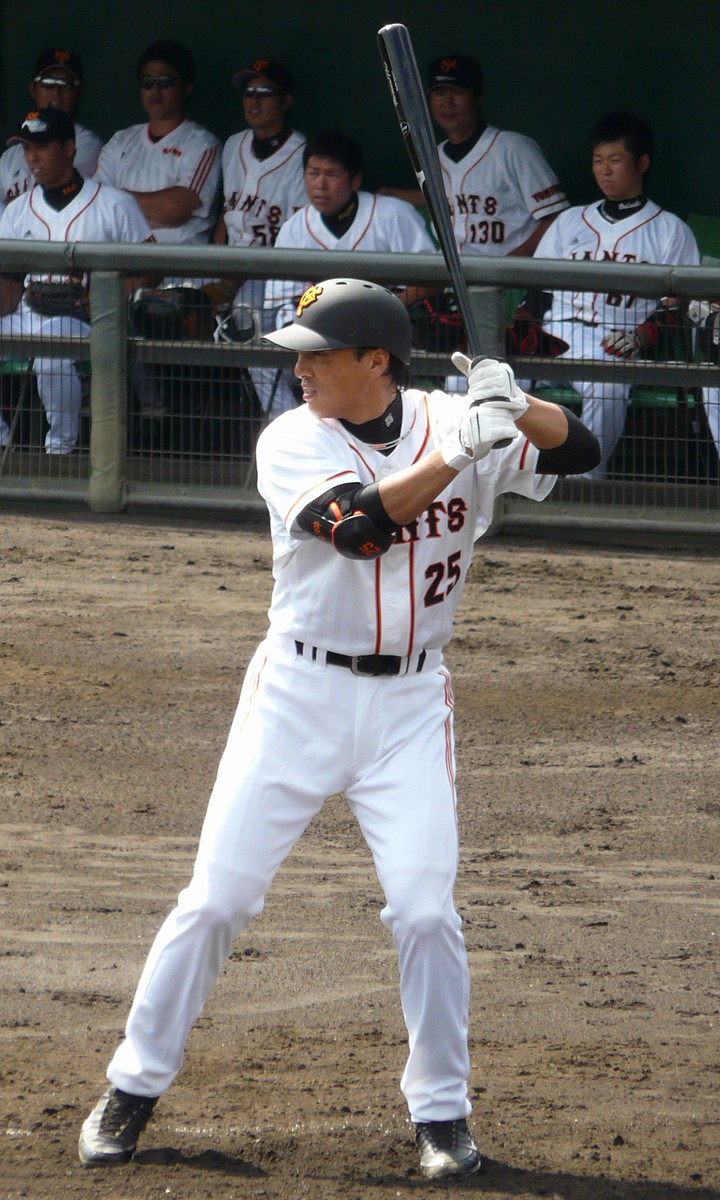
요미우리 자이언츠 시절의 이승엽.

2005년 시즌 후 지바 롯데 마린스와의 계약이 종료되며 재계약하는 듯했으나 수비 위치 보장과 극단적인 플래툰 시스템 하의 기용 등 본인의 의사와 지바 롯데 마린스가 내세운 조건이 맞지 않아 1월 19일에 이적했다.
당시 감독이었던 하라 다쓰노리는 그를 개막전 4번 타자로 파격 기용했는데, 이에 부응해 일본 진출 이후 최고의 성적을 기록했다. 반면 그의 맹활약과는 반대로 팀은 주전 선수들의 잇따른 부진과 부상자가 속출해 2005 시즌에 이어 2년 연속 최악의 성적을 기록했다.
그가 기록한 성적은 타율 2위, 타점 1위(108), 홈런 1위(41개)를 기록해 공격 전 부문에서 리그 정상급의 활약을 펼쳤다. 특히 홈런에서는 일본 진출 이후 최다 홈런을 기록했는데 6월에는 44홈런을 몰아치며 리그 홈런 1위에 올라섰다. 그러나 8월 중순 경 발생한 무릎 부상 이후 홈런 페이스가 주춤했고, 시즌 중반부터 페이스를 높여 온 주니치 드래곤즈의 타이론 우즈에게 홈런 숫자에서 추월당해 결국 리그 최다 홈런 2위로 시즌을 마감했다. 타율은 주니치 드래곤즈의 후쿠도메에게 밀리고 홈런과 타점은 타이론 우즈에게 밀렸지만 시즌 내내 도루를 제외한 타격 전 부문에서 최상위권을 유지하며 최정상급의 기량을 뽐냈다.

##### 2007년
2006년 시즌 후 MLB에 진출하려고 했던 그는 그 계획을 팀의 우승 후로 연기했다. 계약 내용은 외부에 구체적으로 알려지지 않았는데, 4년 계약이라는 큰 틀 안에서 시즌이 끝날 때마다 다시 계약하는 것으로 알려졌다. 또한 팀이 계약 기간 중 우승할 경우 메이저 리그 진출을 보장받는 옵션이 계약 내용에 들어가 있는 것으로 알려졌다. 시즌 연봉은 6억 5,000만엔(약 한화 70억원) 정도였다. 이는 이전 팀의 1루수 페타지니의 7억엔의 뒤를 잇는 높은 거액의 조건이었다.
이듬해 1월, 모친상 소식을 일본에서 전해 들었고, 왼쪽 엄지 손가락에 염증이 생기는 부상 등 시즌 내내 고전했다. 외다리 타법을 고쳐보기도 했지만 성적은 좀처럼 나아지지 않았다, 7월 중에는 스스로 2군행을 자처하기도 했다. 시즌 후반기에는 요코하마와의 첫 경기에서 연타석 홈런을 치는 등 부진에서 벗어나는 모습을 보였으며, 시즌 후반에는 승부에 결정적 기여를 한 홈런을 여러 개 쳐 내며 팀이 플레이오프에 진출하는 데에 크게 기여했다. 그러나 챔피언 결정전에서는 홈런을 한 개도 치지 못하는 등 장타력이 실종된 모습을 보이며 시즌을 마감했다. 시즌 2할대 타율, 30홈런, 74타점을 기록했다.

#### 2008년
시즌 초반에는 지난 시즌 후 받은 손가락 수술로 인해 심각한 슬럼프에 빠지며 2군으로 강등됐다. 그러던 중 8월에 있었던 베이징 올림픽에 출전해 대한민국의 금메달 획득에 기여했다. 특히 그는 4강전인 일본전에서 2점 홈런, 쿠바와의 결승전에서 2점 홈런을 쳐 내며 자신의 건재함을 보였다. 그러나 그 해 45경기에 출장해 2할대 타율, OPS 0.755, 8홈런, 27타점에 그쳤을 뿐만 아니라, 일본시리즈에서도 극도의 부진을 드러냈다. 그 해 일본시리즈는 퍼시픽 리그 우승 팀 사이타마 세이부 라이온스와 진행했는데 7경기에서 홈런과 타점 없이 18타수 3안타(타율 0.167), 12삼진으로 극심한 부진에 시달렸다.

##### 2009년
전년도 시즌을 아주 저조한 성적으로 마친 그는 스스로 WBC 불참을 선언하며 시범 경기에서만 8홈런을 기록하는 등 2009년 시즌에 대한 기대를 하게 했다. 기대에 부응하듯 시즌 초 3할 타율, 장타율 1위 등에도 오르는 등 나아진 모습을 보였으나 갈수록 페이스가 떨어졌고, 7월에는 시즌 처음으로 2군에 내려갈 정도로 컨디션이 좋지 않았다. 팀이 정규 시즌 우승 헹가래를 칠 때도 자리에 없었고, 결국엔 2군에서 정규 시즌을 마감했다. 일본 시리즈에서는 2경기에 선발 출장을 했으며, 그 외의 경기엔 대타로 주로 출전했다.
16홈런, 2할대 타율로 시즌을 마감한 그는 일본 시리즈가 끝난 이후인 11월 14일에 한일 클럽 챔피언십 KIA 타이거즈와의 경기에 1루수로 선발 출전해 4타수 2안타를 기록했다.

##### 2010년
타격 면에서 예년에 비해 크게 나아진 모습을 보여주지 못해 시즌 내내 2군과 1군을 오가면서 최종 성적 5홈런, 11타점을 기록하는 데 그쳤고, 시즌 막판 1군 레귤러 멤버에 다시 포함된 뒤 팀의 센트럴 리그 클라이막스 시리즈 명단에 포함됐으나 좋은 성적을 내지 못했다. 시즌 후 11월 16일에 방출 통보를 받았다.

#### 오릭스 버펄로스시절

##### 2011년

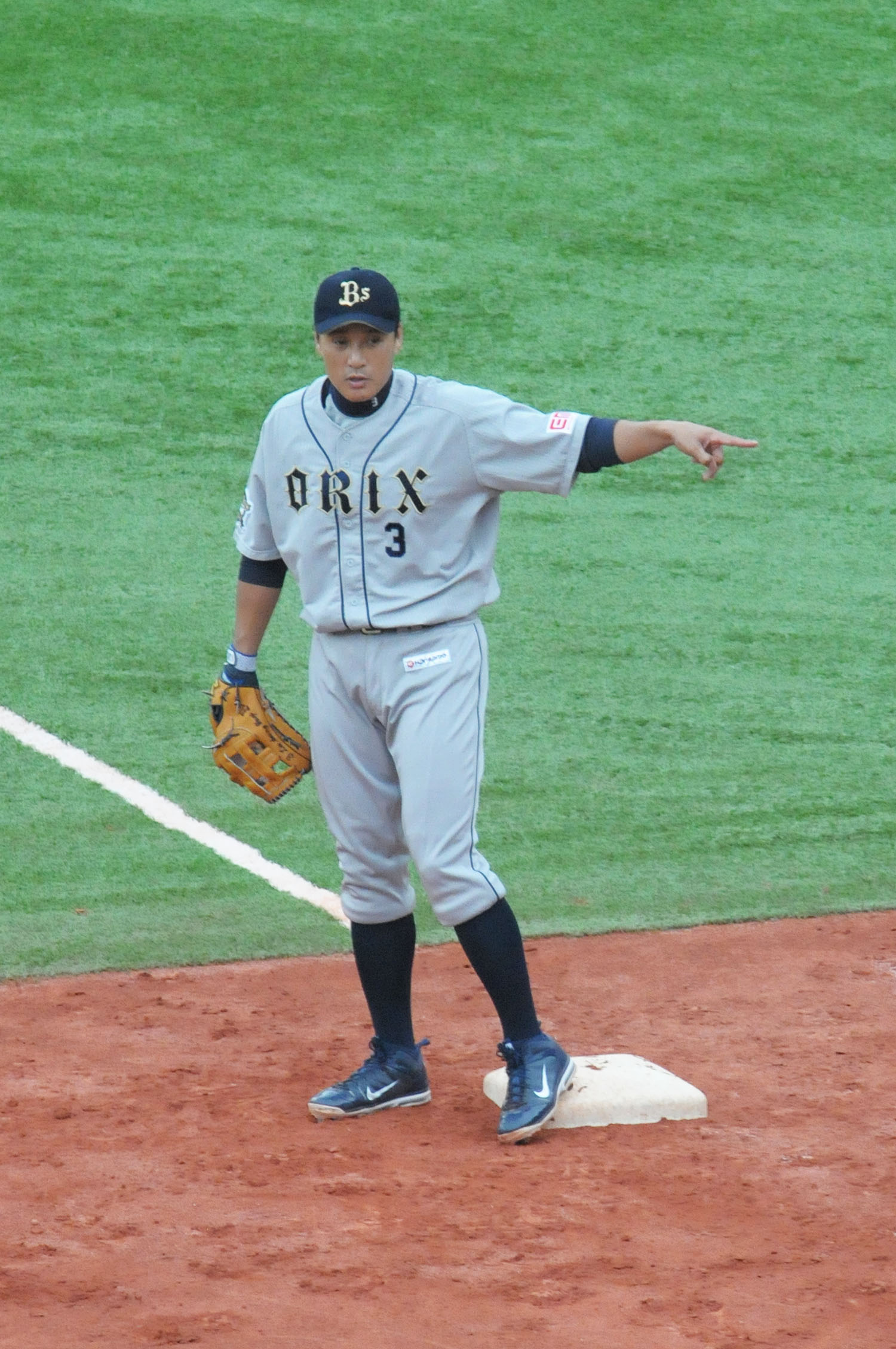
오릭스 버펄로스 시절의 이승엽.

방출 후 2010년 12월 2일 1년간 1억 5,000만엔에 옵션이 포함된 연봉을 계약했다. 이 때 박찬호와 같은 팀이 됐다. 이로써 2005년 이후 6년만에 다시 퍼시픽 리그로 돌아와 등번호도 3번으로 정해졌다. 그는 연봉을 대폭 낮추는 등의 백의종군 모습을 보였지만 시즌 전 반발력이 적은 공인구로 교체해 찾아온 극심한 투고타저의 영향을 받아 2할대 타율로 저조한 성적을 남겼다. 하지만 팀의 꼴찌가 확정된 후반기 들어 맹활약하며 시즌 총 15홈런을 쳐 퍼시픽 리그 홈런 순위 8위에 오르는 기대 이상의 모습도 보여줬으나 타율은 리그 전체 최하위였다. 규정 타석 미달로 인해 순위권에 들지 못했다.

### 한국 프로야구 복귀

#### 삼성 라이온즈복귀
2011년 10월 21일 기자 회견을 열어 8년 간의 일본 생활을 정리한다는 의사를 밝히고 영구 귀국했다. 이후 자녀 교육을 위해 서울로 이사했다. 2011년 12월 5일 연봉 8억원, 플러스 옵션 3억원에 계약을 체결하며 복귀했다.

##### 2012년
3할대 타율, 21홈런, 85타점을 기록해 여전히 강타자의 모습을 보여줬다. 또한 그는 SK 와이번스와의 한국시리즈에서 1홈런, 7타점을 기록해 1차전에서 포스트시즌 통산 최다 홈런 타이 기록을 수립했고 6차전에서 결정타였던 싹쓸이 3루타를 기록하며 데뷔 후 첫 번째이자 최고령 한국시리즈 MVP를 수상했다. 상대적으로 1루수로 출장한 경기가 적어 처음으로 지명타자 부문 골든 글러브를 받았다.

##### 2013년
시즌 올스타전 홈런 레이스에서는 결승전에서 KIA 타이거즈의 나지완과의 대결에서 6-2로 이기며, 데뷔 이후 첫 올스타전 홈런 레이스 우승을 기록했다. 2013년 8월 28일 NC와의 경기에서 3000루타를 달성했으며, 이는 가장 적은 경기 수로 달성한 기록이다.
2013년에는 타격 부진에 시달리며 2할대 타율, 13홈런을 기록했다. 이는 9홈런에 그친 1996년 이후 가장 적은 홈런이었다. 정규 시즌 막판에는 허리 부상으로 1군에서 말소됐다. 두산 베어스와의 한국시리즈에서도 타격 부진이 계속돼 7경기에서 타율 0.148(27타수 4안타)에 그쳤다. 11월 1일 7차전까지 단 1타점도 기록하지 못하다가 7차전에서 동점 적시타를 기록하며 당시 감독이었던 류중일의 믿음에 보답했다. 하지만 주춤한 성적으로 인해 그 해 골든글러브(지명타자)를 타격왕을 차지한 이병규에게 내 줬다.

##### 2014년
타격 자세 교정을 받았고, 그 결과 전년도의 부진을 털고 역대 최고령 3할-30홈런-세 자릿수 타점을 달성하며 국민 타자의 부활을 알렸다. 6월 17일 SK 와이번스전에서는 3연타석 홈런을 기록했고, 7월 24일 롯데 자이언츠전에서는 7타점을 기록했다. 또한 9월 10일 NC 다이노스전에서는 역대 최고령 30홈런, 10월 11일 KIA 타이거즈전에서는 연타석 홈런으로 최고령 시즌 100타점을 돌파했다. 한국시리즈에서는 부진했지만 2차전에서 홈런을 쳐 내며 타이론 우즈를 제치고 포스트시즌 역대 통산 최다 홈런 신기록을 수립했다. 시즌 기록은 3할대 타율, 32홈런, 101타점을 기록하며 2년만에 지명타자 골든글러브를 수상했다. 이는 1루수로써 7번 받은 것을 포함해 총 9번을 수상하며 역대 골든글러브 최다 수상 신기록을 경신했다.

##### 2015년
6월 3일 롯데 자이언츠와의 경기에서 구승민을 상대로 장외 홈런이자 시즌 10호 홈런, KBO 리그 통산 400호 홈런, 한일 통산 559호 홈런을 기록했다.
한국시리즈에서는 15타수 6안타, 4할 타율을 기록했다. 시즌 후 비록 팀은 준우승에 머물렀지만, 12월 8일 열린 골든글러브 시상식에서 지명타자 부문 골든글러브를 수상해 KBO 리그 최초 두 자릿수 골든글러브 수상자가 됐다. 시즌 후 FA 선언을 했고, 2년 36억원에 잔류했다.

##### 2016년
8월 24일 SK 와이번스와의 경기에서 김광현을 상대로 KBO 리그 통산 1390타점을 기록했고, KBO 리그 통산 최다 타점 신기록을 세웠다. 그 후 9월 14일 한화 이글스와의 경기에서 이재우를 상대로 한일 통산 600호 홈런을 기록했다.

#### 2017년
시즌 전 이번 시즌을 끝으로 은퇴를 할 것이라고 선언했다. 5월 21일 송창식을 상대로 KBO 리그 첫 450홈런을 기록했고, 2달 뒤인 7월 29일에는 김성민을 상대로 KBO 리그 최초 4000루타를 달성했다. 시즌 후반기부터 소속 팀을 제외한 9개 구단에서 그를 위해 은퇴 투어를 진행했고 10월 3일 넥센 히어로즈와의 경기를 끝으로 공식 은퇴했다. 그 경기에서 한현희를 상대로 연타석 홈런을 기록하며 그의 은퇴를 바라보는 이들을 아쉽게 만들었다. 경기 후 팀은 그에 대한 성대한 은퇴식을 열었고, 그의 등번호인 '36번'은 구단 역대 세 번째로 영구 결번 처리됐다. 그는 은퇴 후에는 야구 관련 직종에 종사할 것이라는 계획을 밝히며 "야구장 안팎에서 야구 관련 일을 하겠다"고 말했다.

## 야구선수 은퇴 후
2018년부터 KBO 홍보대사, 대한민국 야구 국가대표팀 기술위원회 위원, SBS 및 SBS 스포츠의 야구 해설위원으로 활동했다.
2020년에 지도자 연수를 받기로 했다는 소식이 들렸으나 사실이 아닌 것으로 밝혀졌다.
2022 시즌 후 김태형의 후임으로 두산 베어스의 감독으로 선임됐다. 그러나 기대 이하의 모습을 보이며 2025년 6월 2일에 사퇴했다.

## 응원가
아~아~아~ 이승엽
삼성의 이승엽
아~아~아~ 이승엽
전설이 되어라
아~아~아~ 이승엽
삼성의 이승엽
아~아~아~ 이승엽
전설이 되어라

삼성 이승엽 삼성 이승엽
날려버려 날려버려 이승엽
삼성 이승엽 삼성 이승엽
날려버려 날려버려 이승엽
나 나나나나나나 나나나 홈런!
나나나나나나나 나나나 HEY!
나 나나나나나나 나나나 홈런!
나나나나나나나 나나나 HEY!

## 별명
- '국민 타자', '라이언 킹' 등으로 불린다.
- 일본 진출 이후에 붙여진 애칭은 ‘승짱’(일본어: スンちゃん, 한자 및 일본어 동시 표기: スン様)이다.
- 2008년 하계 올림픽 때 일본의 스포츠 신문인 《스포츠 호치》의 2008년 8월 22일자 보도 기사에 언급된 것처럼 올림픽, WBC와 같은 국제 대회에서의 활약으로 좋은 성적을 내는 데에 기여함으로써 많은 병역 미필 선수들의 병역을 면제시키는 결과를 가져온다 해 '합법적인 병역 면제 브로커'라고 불린다.[33] * 국제 대회나 중요한 경기 때 좋은 모습을 보여주곤 했는데 특히 8회에 결정적 역할을 해 '8회의 사나이'라고 불린다.
- 삼성 라이온즈의 제 2구장인 포항야구장의 성적도 뛰어나 '포항의 사나이'라고 불린다.

## 트리비아
- 2016년 2월 25일에 팀의 새로운 홈 구장인 대구삼성라이온즈파크가 준공돼 그 기념으로 대구광역시 도시철도공사 홍보대사로 뽑혀 대구 도시철도 2호선 대공원역의 특별 안내방송을 맡게 됐다.[34]

| “ | 안녕하세요. 삼성 라이온즈 이승엽입니다. 이번 역은 대구삼성라이온즈파크가 있는 대공원, 대공원역입니다. 내리는 문은 오른쪽입니다. 야구장에 오셔서 힘찬 함성과 뜨거운 열정을 함께하시기 바랍니다. | ” |
|   | — 대공원역 안내방송 |   |

## 국가대표 경력
- 2000년 시드니 올림픽
- 2002년 부산 아시안 게임
- 2006년 제 1회 월드 베이스볼 클래식
- 2008년 베이징 올림픽
- 2013년 제 3회 월드 베이스볼 클래식

## 등번호
KBO
- 36 (1995년 ~ 2003년, 2012년 ~ 2017년, 삼성 라이온즈, 영구 결번)
- 77 (2023년 ~ 2025년, 두산 베어스 감독)

NPB
- 36 (2004년 ~ 2005년, 지바 롯데 마린스)
- 33 (2006년, 요미우리 자이언츠)
- 25 (2007년 ~ 2010년, 요미우리 자이언츠)
- 3 (2011년, 오릭스 버펄로스)

## 수상

### 고교 야구
- 고교 청룡기 대회 - 우수 투수상 (1993년)

### 국제 대회
- 세계 청소년 야구 선수권 대회 최다 홈런상, 최다 타점상 (1994년)[35]
- 시드니 올림픽 동메달 (2000년)
- 부산 아시안 게임 금메달 (2002년)
- WBC 우수 선수 (2006년, 1루수 부문) & 초대 홈런왕 및 타점왕
- 베이징 올림픽 금메달 (2008년)[36]

### KBO 리그
- KBO MVP 5회 (1997년, 1999년, 2001년, 2002년, 2003년)
- 골든글러브 10회 (1997년, 1998년, 1999년, 2000년, 2001년, 2002년, 2003년, 2012년, 2014년, 2015년)
- 한국시리즈 MVP 1회 (2012년)
- 홈런왕 5회 (1997년, 1999년, 2001년, 2002년, 2003년)
- 타점왕 4회 (1997년, 1999년, 2002년, 2003년)
- 득점왕 5회 (1998년, 1999년, 2000년, 2002년, 2003년)
- 최고 출루율 1회 (1999년)
- 최고 장타율 3회 (1998년, 1999년, 2002년)
- 최다 안타 1회 (1997년)

### NPB
- 일본 시리즈 우수 선수상 1회 (2005년)
- 월간 MVP 1회 (2006년 6월)
- 도쿄 돔 MVP 1회 (2006년)

### 기타
- 일간스포츠 연간 3상 기능상 (1997년)
- 스포츠조선 레간자 대상 (1997년)
- 일간스포츠 연간 3상 기능상 (1998년)
- 스포츠조선 레간자 대상 (1999년)
- 한국스포츠연맹 선정 올해의 남자프로선수상 (1999년)
- 일간스포츠001 최고타자상 (1999년)
- 스포츠투데이 매일우유상 대상 (1999년)
- 제 37회 백상체육대상 (2000년)
- 서울외신기자클럽 외신홍보상 (2003년)
- 일간스포츠 대한화재 프로야구대상 대상 (2003년)
- 한국언론인연합회 선정 자랑스러운 한국인대상 (2003년)
- 자황컵 체육대상 프로선수상 (2003년)
- 일간스포츠 대한화재 프로야구대상 특별상 (2006년)
- 제 55회 대한체육회 체육상 대상 (2009년)
- 조아제약 프로야구대상 최고타자상 (2012년)
- 프로야구 스포츠토토 올해의 상 올해의 타자상 (2012년)
- 제 2회 카스포인트 어워즈 카스모멘트 TOP3 (2012년)
- 프로야구 올스타전 홈런레이스 우승 (2013년)
- 조아제약 프로야구대상 재기상 (2014년)
- 제 6회 카스포인트 어워즈 카스모멘트 TOP3 (2016년)
- 휘슬러코리아 일구상 일구대상 (2016년)
- 조아제약 프로야구대상 공로상 (2016년)
- 한국프로야구 은퇴선수협회 2017 최고의 레전드 특별상 (2017년)
- 2021년 SBS 연예대상 쇼•스포츠부문 남자 신인상

## 방송 출연
- MBC
  - 성공시대 - 홈런왕 이승엽 (1999년 10월 23일)
  - PD수첩 - 이승엽 신드롬 (1999년 8월 24일)
  - 밀레니엄특집 아듀 20세기 웰컴 21세기 - 스포츠 100년 손기정에서 이승엽까지 (1999년 12월 31일)
  - 색션tv 연예통신 - 이승엽 이송정 결혼식 및 인터뷰(2002년 1월 7일)
  - 일밤 - 불가능은 없다 (2007년 12월 30일)
  - 대구MBC The Lion - 이승엽 삼성 복귀 내레이션 참여 (2012년 3월 25일)
  - 대구MBC 덕아웃 -프로야구 삼성 우승특집 방송 출연 (2012년 11월 16일)
- KBS
  - 가족오락관 (1997년 11월 12일)
  - 체험 삶의 현장 - 대구 지하철 공사현장 (1998년 11월 16일)
  - 서세원쇼 (1999년 8월 17일)
  - 작전타임 스포츠쇼 - 집중탐구 (1999년 9월 29일)
  - 개그콘서트 - 걸인의 추억 (2003년 8월 26일)
  - 해피투게더 - 쟁반노래방 (2003년 12월, 게스트 윤도현, 장나라와 동반출연)
  - 파워 인터뷰 (2005년 11월 27일)
  - 단박 인터뷰 - 야구 선수 이승엽 (2007년 6월 26일)
  - 여유만만 - 역대 연봉 스포츠 스타로 키운 사연 (2009년 7월 31일)
- SBS
  - 줌인 내인생의 특종 (1999년 8월 17일)
  - 좋은 아침 (SBS) 이승엽 이송정 결혼식 및 인터뷰 (2002년 1월 8일)
  - 한밤의 TV연예 이승엽 이송정 결혼식 및 인터뷰(2002년 1월 9일)
  - 힐링캠프 기쁘지 아니한가 - 국민타자 이승엽 (2012년 11월 19일, 2012년 12월 3일), 신년의 밤 (2015년 1월 19일)
  - SBS 스페셜 - 승엽의 시대 편 492회 (2017년 10월 15일)
  - 집사부일체
  - 편먹고 공치리

- JTBC
  - 최강야구 (2022년 6월 6일 ~ 현재)
  - 아는 형님 (2022년 7월 23일)

## 광고 출연
- 2000년 삼성그룹 삼성증권
- 2004년 신세계 신세계상품권 (부인 이송정과 출연)
- 2006년 해태제과 홈런볼
- 2006년 삼성전자 파브 full hd 모젤
- 2007년 HK이노엔 컨디션파워 (2편에선 김제동과 출연)
- 2007년 KB국민은행
- 2007년 AIA생명 꼭하나의로보험 (부인 이송정, 손범수와 출연)
- 2008년 나이키
- 2009년 한국인삼공사 정관장
- 2018년 SK브로드밴드 옥수수 (김제동과 출연)
- 2018년 스크린야구 다함께야구왕
- 2018년 IWC 포르토피노 크로노그래프 이승엽 에디션
- 2020년 정직한삼

라디오 광고
- 1998년 삼성투자신탁
- 1999년 삼성투자신탁증권
- 2003년 삼성전자 애니콜

## 홍보대사
- 2000년 대구지방경찰청 대구경북 청소년선도위원
- 2009년 제주국제자유도시개발센터 명예홍보대사
- 2012년 대구경북 범죄피해자지원센터 장학지원 홍보대사
- 2022년 대한사회복지회 홍보대사

## 통산 기록
| 연 도           | 소 속           | 나 이           | 출 장 | 타 석 | 타 수 | 득 점 | 안 타 | 2 루 타 | 3 루 타 | 홈 런 | 타 점 | 도 루 | 도 실 | 볼 넷 | 삼 진 | 타 율 | 출 루 율 | 장 타 율 | O P S | 루 타 | 병 살 타 | 몸 맞 | 희 타 | 희 플 | 고 4 |
| --------------- | --------------- | --------------- | ----- | ----- | ----- | ----- | ----- | ------- | ------- | ----- | ----- | ----- | ----- | ----- | ----- | ----- | -------- | -------- | ----- | ----- | -------- | ----- | ----- | ----- | ---- |
| 1995            | 삼성            | 19              | 121   | 411   | 365   | 55    | 104   | 29      | 1       | 13    | 73    | 0     | 3     | 33    | 54    | .285  | .345     | .477     | .822  | 174   | 4        | 4     | 2     | 7     | 1    |
| 1996            | 삼성            | 20              | 122   | 504   | 459   | 57    | 139   | 32      | 6       | 9     | 76    | 4     | 1     | 34    | 42    | .303  | .354     | .458     | .811  | 210   | 10       | 5     | 1     | 5     | 4    |
| 1997            | 삼성            | 21              | 126   | 577   | 517   | 96    | 170   | 37      | 3       | 32    | 114   | 5     | 2     | 49    | 79    | .329  | .391     | .598     | .988  | 309   | 10       | 6     | 1     | 4     | 4    |
| 1998            | 삼성            | 22              | 126   | 568   | 477   | 100   | 146   | 32      | 2       | 38    | 102   | 0     | 2     | 78    | 97    | .306  | .404     | .621     | 1.024 | 296   | 4        | 5     | 1     | 7     | 10   |
| 1999            | 삼성            | 23              | 132   | 614   | 486   | 128   | 157   | 33      | 2       | 54    | 123   | 10    | 2     | 112   | 114   | .323  | .458     | .733     | 1.190 | 356   | 7        | 12    | 0     | 4     | 6    |
| 2000            | 삼성            | 24              | 125   | 544   | 454   | 108   | 133   | 33      | 0       | 36    | 95    | 4     | 5     | 80    | 113   | .293  | .404     | .604     | 1.008 | 274   | 5        | 7     | 0     | 3     | 7    |
| 2001            | 삼성            | 25              | 127   | 574   | 463   | 101   | 128   | 31      | 2       | 39    | 95    | 4     | 2     | 96    | 130   | .276  | .412     | .605     | 1.017 | 280   | 6        | 12    | 1     | 2     | 11   |
| 2002            | 삼성            | 26              | 133   | 617   | 511   | 123   | 165   | 42      | 2       | 47    | 126   | 1     | 2     | 89    | 109   | .323  | .436     | .689     | 1.125 | 352   | 11       | 15    | 0     | 2     | 5    |
| 2003            | 삼성            | 27              | 131   | 596   | 479   | 115   | 144   | 23      | 0       | 56    | 144   | 7     | 0     | 101   | 89    | .301  | .428     | .699     | 1.127 | 335   | 11       | 10    | 0     | 6     | 9    |
| 2004            | 지바 롯데       | 28              | 100   | 382   | 333   | 50    | 80    | 20      | 4       | 14    | 50    | 1     | 2     | 42    | 88    | .240  | .328     | .450     | .779  | 150   | 6        | 3     | 1     | 3     | 0    |
| 2005            | 지바 롯데       | 29              | 117   | 445   | 408   | 64    | 106   | 25      | 2       | 30    | 82    | 5     | 4     | 33    | 79    | .260  | .315     | .551     | .866  | 225   | 9        | 1     | 0     | 3     | 3    |
| 2006            | 요미우리        | 30              | 143   | 592   | 524   | 101   | 169   | 30      | 0       | 41    | 108   | 5     | 1     | 56    | 126   | .323  | .389     | .615     | 1.003 | 322   | 5        | 5     | 0     | 7     | 3    |
| 2007            | 요미우리        | 31              | 137   | 583   | 541   | 84    | 148   | 29      | 2       | 30    | 74    | 4     | 3     | 38    | 119   | .274  | .322     | .501     | .823  | 271   | 8        | 1     | 2     | 1     | 0    |
| 2008            | 요미우리        | 32              | 45    | 170   | 153   | 21    | 38    | 4       | 0       | 8     | 27    | 1     | 0     | 11    | 37    | .248  | .324     | .431     | .755  | 66    | 3        | 6     | 0     | 0     | 0    |
| 2009            | 요미우리        | 33              | 77    | 257   | 223   | 33    | 51    | 9       | 0       | 16    | 36    | 1     | 2     | 28    | 65    | .229  | .327     | .484     | .811  | 108   | 1        | 5     | 0     | 1     | 4    |
| 2010            | 요미우리        | 34              | 56    | 108   | 92    | 13    | 15    | 1       | 0       | 5     | 11    | 1     | 0     | 12    | 26    | .163  | .280     | .337     | .617  | 31    | 0        | 3     | 1     | 0     | 0    |
| 2011            | 오릭스          | 35              | 122   | 432   | 394   | 28    | 79    | 20      | 0       | 15    | 51    | 0     | 0     | 32    | 121   | .201  | .257     | .365     | .622  | 144   | 8        | 0     | 0     | 6     | 1    |
| 2012            | 삼성            | 36              | 126   | 556   | 488   | 84    | 150   | 28      | 2       | 21    | 85    | 6     | 0     | 59    | 101   | .307  | .384     | .502     | .886  | 245   | 10       | 4     | 1     | 4     | 4    |
| 2013            | 삼성            | 37              | 111   | 483   | 443   | 62    | 112   | 24      | 0       | 13    | 69    | 3     | 1     | 30    | 94    | .253  | .298     | .395     | .693  | 175   | 8        | 2     | 0     | 8     | 2    |
| 2014            | 삼성            | 38              | 127   | 548   | 506   | 83    | 156   | 30      | 0       | 32    | 101   | 5     | 1     | 40    | 77    | .308  | .358     | .557     | .915  | 282   | 10       | 0     | 0     | 2     | 3    |
| 2015            | 삼성            | 39              | 122   | 522   | 470   | 87    | 156   | 28      | 1       | 26    | 90    | 2     | 1     | 40    | 71    | .332  | .387     | .562     | .949  | 264   | 10       | 6     | 0     | 6     | 2    |
| 2016            | 삼성            | 40              | 142   | 623   | 542   | 91    | 164   | 32      | 2       | 32    | 131   | 5     | 2     | 65    | 89    | .303  | .380     | .518     | .899  | 341   | 7        | 8     | 0     | 8     | 1    |
| 2017            | 삼성            | 41              | 135   | 533   | 472   | 65    | 132   | 30      | 5       | 24    | 87    | 1     | 1     | 47    | 85    | .280  | .347     | .517     | .864  | 244   | 7        | 6     | 0     | 8     | 6    |
| KBO 통산 : 15년 | KBO 통산 : 15년 | KBO 통산 : 15년 | 1906  | 8270  | 7132  | 1355  | 2156  | 464     | 28      | 467   | 1498  | 57    | 25    | 953   | 1344  | .302  | .389     | .572     | .960  | 4077  | 120      | 102   | 7     | 76    | 75   |
| NPB 통산 : 8년  | NPB 통산 : 8년  | NPB 통산 : 8년  | 797   | 2969  | 2668  | 394   | 686   | 138     | 8       | 159   | 439   | 18    | 12    | 252   | 661   | .257  | .324     | .494     | .818  | 1317  | 40       | 24    | 4     | 21    | 11   |

- 시즌 기록 중 굵은 글씨는 해당 시즌 최고 기록, 빨간 글씨는 아시아 최고 기록(한 시즌 56홈런), 한국 프로 야구 역사상 최고 기록

## 주요 기록

### KBO
| 기록                      | 날짜       | 소속 | 구장 | 상대팀 | 상대 투수 | 경기수 | 달성 당시 나이  | 기타 | 각주 |
| ------------------------- | ---------- | ---- | ---- | ------ | --------- | ------ | --------------- | ---- | ---- |
| 최연소/최소 경기 2000루타 | 2002. 5.16 | 삼성 | 대구 | 롯데   |           | 914    | 25세 8개월 28일 | DH-2 |      |

- 1999년 5월 5일 : 대구 현대전, 최연소 통산 100홈런(만 22세 8개월 17일, 상대 투수 3회 정명원)
- 2001년 6월 21일 : 대구 한화전, 최연소 통산 200홈런(만 24세 10개월 3일, 상대 투수 8회 김정수)
- 2003년 6월 22일 : 대구 SK전, 세계 최연소/최단 경기 통산 300홈런(만 26세 10개월 4일/1075경기, 상대 투수 8회 김원형)
- 2003년 10월 2일 : 한 시즌 최다 홈런 아시아 최고 기록 경신 (56개), 대구 롯데전 상대 투수 2회 이정민[37]
- 2012년 7월 29일 : 한·일 통산 500 홈런, 목동 넥센전 상대 투수 4회 앤디 밴 헤켄
- 2013년 6월 20일 : KBO 리그 통산 최다 홈런 기록 경신 종전 양준혁 (351개),(352개), 인천 SK전 상대 투수 3회 윤희상
- 2015년 6월 3일 : KBO 리그 최초 통산 400 런, 포항 롯데전 상대 투수 3회 구승민
- 2016년 9월 14일 : 한·일 통산 600 홈런, 대구 한화전 상대 투수 2회 이재우
- 2017년 10월 3일 : KBO리그 은퇴경기 최초 연타석 홈런 기록 넥센전 상대 투수 2회 한현희

### NPB
- 일본 진출 첫 출장 · 첫 안타 : 2004년 3월 27일, 대 세이부 라이온스 1차전(세이부 돔, 상대 투수 마쓰자카 다이스케)
- 일본 진출 첫 홈런 : 2004년 4월 4일, 대 후쿠오카 다이에 호크스 3차전(지바 마린 스타디움, 상대 투수 아라가키 나기사)
- 한·일 통산 400호 홈런 달성 : 2006년 8월 1일, 대 한신 타이거스 11차전(도쿄 돔, 만 29세 11개월 13일, 상대 투수 1회 이가와 게이)
- 일본 통산 100호 홈런 달성 : 2007년 7월 1일, 대 히로시마 도요 카프 9차전(히로시마 시민 구장, 상대 투수 아오키 디카히로)
- 일본 양대 리그 우승 외국인 선수 : 지바 롯데 마린스(2005년), 요미우리 자이언츠(2009년)